# Drakenberg (äpple)
Drakenberg är en äppelsort vars ursprung är Närke, Sverige. Äpplets skal är mestadels rödaktigt och köttet på äpplet som är mört och saftigt har en söt och svag syrlig smak. Äpplet mognar någon gång under oktober-november, och kan förvaras till omkring jul. Äpplet passar bäst som ätäpple, och äpplen som pollineras av Drakenberg är bland annat Transparente blanche. I Sverige odlas Drakenberg gynnsammast i zon 1-3.